# 마이하라정
마이하라정(米原町)은 시가현 사카타군에 설치되었던 정이다. 2005년 2월 14일에 동군 산토정, 이부키정과 합병해 마이하라시가 되어 소멸하였다.

## 역사
- 1889년 4월 1일 - 정촌제 시행과 함께 7개촌 구역으로 이리에촌이 성립하였다.
- 1923년 11월 15일 - 이리에촌이 정으로 승격해, 마이하라정으로 개칭되었다.
- 1956년 2월 14일 - 야마토정, 산토정, 이부키정과 합병해 마이하라시가 성립하였다. 동일 마이하라정은 폐지되었다.

## 교통

### 철도
- 도카이여객철도
  -  도카이도 신칸센
  -  도카이도 본선
- 서일본 여객철도
  -  도카이도 본선
  -  호쿠리쿠 본선(비와코 선)
- 오미 철도(일본어판)
  -  오미 본선

### 도로
- 메이신 고속도로 : 마이하라 분기점
- 호쿠리쿠 자동차도 : 마이하라 분기점 - 마이하라 나들목
- 국도 8호선
- 국도 21호선